# خسروآباد (آبادان)
خُسروآباد روستا و بندر کوچکی در کرانه اروندرود در استان خوزستان ایران.
شهر خسروآباد در شهرستان آبادان قرار دارد. این بندر بعد از بندر آبادان و در ۲۱ کیلومتری آن به‌وجود آمده.
هوای خسروآباد گرمسیر و مرطوب و محصول عمده روستاهای آن خرما و مختصری یونجه است. شغل عمده مردان ماهی‌گیری و پرورش نخل و کارگری در شرکت نفت می‌باشد.
روستای پیرامون خسروآباد، روستای نقشه حیر
، شهله توامر و شهله حاجی‌حسین نام دارند. ساکنان بومی آن از طایفه دریس آل بومعروف و نجاح هستند.
در جنوب خسروآباد و در انتهای جزیره آبادان، شهر اروندکنار واقع شده است.

## جمعیت
این روستا در دهستان مینوبار قرار دارد و براساس سرشماری عمومی نفوس و مسکن (۱۳۹۵)، جمعیت آن ۱۰۹ نفر (۵۰ خانوار) شامل ۶۱ مرد و ۴۸ زن بوده است.

## تاریخچه
شرکت نفت ایران و انگلیس، در سال ۱۳۱۶ خورشیدی این بندر را بنیاد کرد. و میان سال‌های ۱۳۱۵ تا ۱۳۱۷ خورشیدی ساختمان‌های بسیار، و همچنین چند اسکله و انبار نفت و گاز در آنجا ساخته شد.
بندر خسروآباد تا سال ۱۳۳۰ برای صدور نفت استفاده می‌شد و ماهانه حدود ۲۰ کشتی در آن‌جا بارگیری می‌کردند.
دولت وقت عراق مدعی بود که آب‌های پیرامون خسروآباد متعلق به آن کشور است و برای گذر کشتی‌ها به خسروآباد مزاحمت‌هایی ایجاد می‌کرد. این مسئله مورد اختلاف ایران و عراق باقی‌ماند.
لوله‌های نفتی پیش از این از آبادان به خسروآباد می‌رفت که پس از خلع ید از شرکت نفت ایران و انگلیس، این لوله‌ها برچیده شد. پس از ملی شدن صنعت نفت، خسروآباد مورد استفاده یگان‌های نیروی دریایی و گارد گمرک ایران قرار گرفت.
نظامیان آمریکایی در عراق، در سال ۱۳۸۵ در کرانه روبروی خسروآباد یک فرودگاه بالگرد ساختند.